# Pebiau ap Erb
 Pebiau ap Erb roi du royaume gallois d'Ergyng (fl. milieu du Ve siècle ?). 

## Une chronologie contradictoire
Pebiau hérite du royaume d'Ergyng de son père Erb ap Erbin qui régnait sur l'Ergyng et le Gwent passe à son frère Nynniaw ap Erb. Il établit une dynastie qui sera la principale puissance dans le sud-est du pays de Galles pendant les siècles suivants. La datation de son règne est difficile du fait de la confusion qui règne dans le sources. Selon le Livre de Llandaff il serait un contemporain de Dubrice alors que les généalogies le présentent comme le grand-père de Dubrice par sa fille Yrddil. De plus les dates de la mort de Dubrice varient de 520 à 550 voire 612 alors que l'on estime qu'il vécut sexagénaire et serait donc né en 440, 470 ou 532 . 
Selon une charte Pebiau aurait épousé une fille d'un roi nommé Cystennyn. Il s'agit peut-être de Constantin roi de Domnonée mort en 588 ce qui placerait Pebiau chronologiquement vers 550. Malheureusement Pebiau est également considéré comme l'arrière-grand-père d'Onbrawst l'épouse de Meurig ap Tewdrig de Gwent qui nait vers 560. En considérant des générations de 20/25 années Pebiau serait donc né vers 490 ce qui en ferait un contemporain de l'un de ses autres arrière-petits-fils Caradoc Freichfras, considéré également comme un contemporain du roi Arthur.

## Règne
Pebiau est désigné par le surnom de « Claforawg » en latin « Spumosus » c'est-à-dire le « Baveur » car il devait  sans doute souffrir d'une affliction lui faisant constamment avoir de l'écume à la bouche. Comme tous les souverains de cette époque il est réputé avoir consacré sa vie aux conquêtes et dans ses vieux jours s'être tourné vers l'Église pour obtenir son salut. Selon la tradition il découvre qu'une de ses filles est enceinte il ordonne qu'elle soit noyée mais elle réussit à regagner le rivage. Il la condamne alors à être brulée vive mais le matin suivant il découvre qu'elle est encore en vie avec son fils le futur saint Madle  qui pendant son enfance se chargera d'alimenter le vieux Pebiau.